# Sifferbo
Sifferbo är en tätort i Gagnefs kommun belägen vid norra sidan om riksväg 70, nära gränsen till Borlänge kommun.

## Historia
Sifferbos historia går tillbaka till 1500-talet. Namnet betyder egentligen Sigfridsbo (efter bonden Sigfrid Persson) och skrivs Sefreboda respektive Seffrebo år 1668. Under åren har byn haft 39 olika stavningar, där den senaste var Söffarbo. I byn verkade förr en lång rad stenhuggare som har lämnat många spår efter sig i form av stenbroar, grindstolpar, husgrunder och jordkällare.

### Befolkningsutveckling
| Befolkningsutvecklingen i Sifferbo 1960–2020 | Befolkningsutvecklingen i Sifferbo 1960–2020 | Befolkningsutvecklingen i Sifferbo 1960–2020 | Befolkningsutvecklingen i Sifferbo 1960–2020 | Befolkningsutvecklingen i Sifferbo 1960–2020 |
| -------------------------------------------- | -------------------------------------------- | -------------------------------------------- | -------------------------------------------- | -------------------------------------------- |
|                                              |                                              |                                              |                                              |                                              |
| År                                           |                                              |                                              | Folkmängd                                    | Areal (ha)                                   |
| 1960                                         | 1960                                         |                                              | 235                                          |                                              |
| 1965                                         | 1965                                         |                                              | 230                                          |                                              |
| 1970                                         | 1970                                         |                                              | 247                                          |                                              |
| 1975                                         | 1975                                         |                                              | 328                                          |                                              |
| 1980                                         | 1980                                         |                                              | 328                                          |                                              |
| 1990                                         | 1990                                         |                                              | 347                                          | 67                                           |
| 1995                                         | 1995                                         |                                              | 422                                          | 67                                           |
| 2000                                         | 2000                                         |                                              | 410                                          | 67                                           |
| 2005                                         | 2005                                         |                                              | 399                                          | 67                                           |
| 2010                                         | 2010                                         |                                              | 414                                          | 67                                           |
| 2015                                         | 2015                                         |                                              | 406                                          | 79                                           |
| 2018                                         | 2018                                         |                                              | 409                                          | 79                                           |
| 2020                                         | 2020                                         |                                              | 414                                          | 80                                           |
|                                              |                                              |                                              |                                              |                                              |

### Historiska bilder

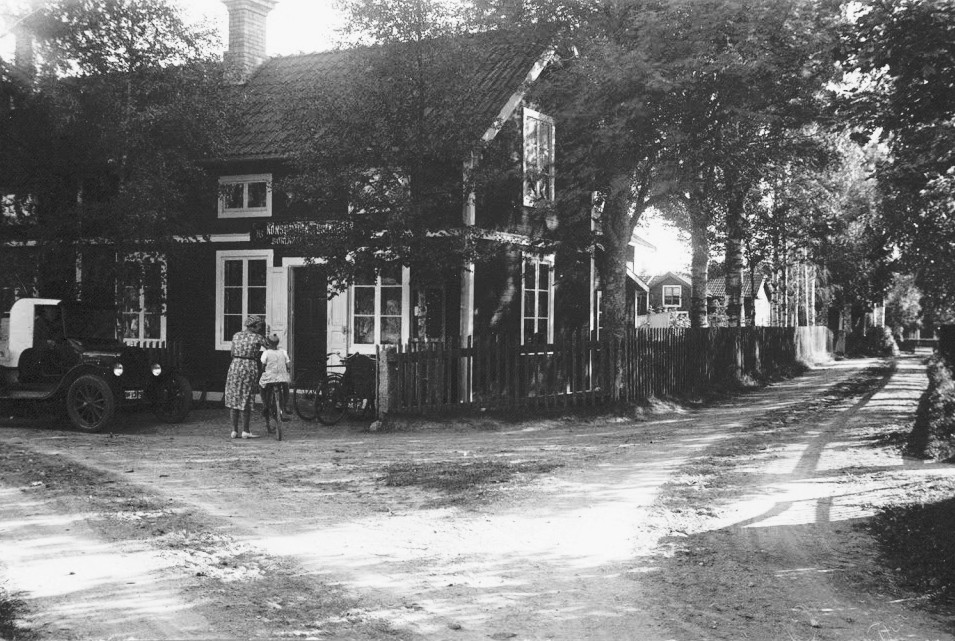
Sifferbo, f.d. Bergkvist affär
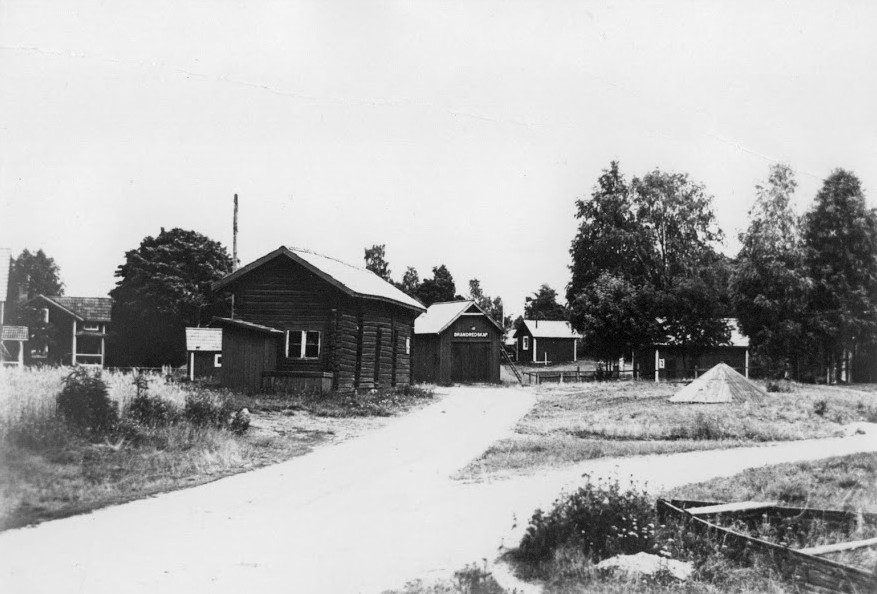
Sifferbo, Smejholn
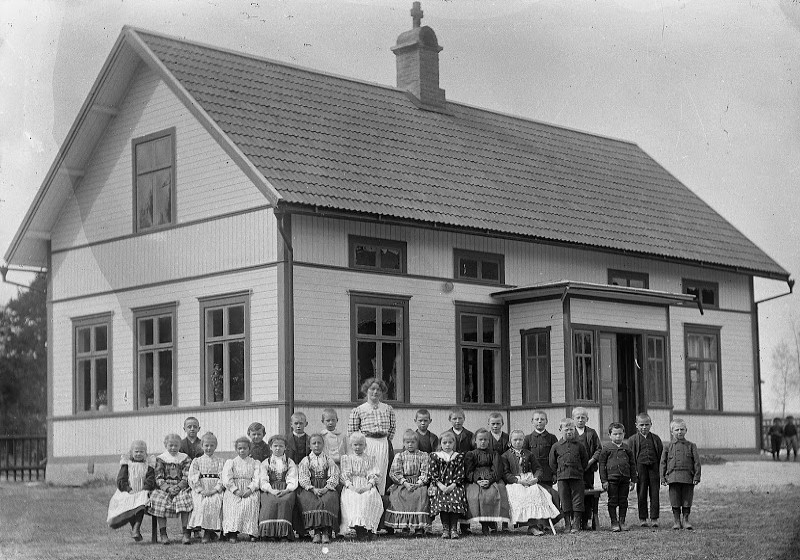
Sifferbo gamla skola

## Samhället
Bebyggelsen domineras av falurödmålade trähus som står längs Bygattu som är Sifferbos huvudgata. Ortens centrum kallas Smejholn och ligger vid korsningen Bygattu / Sifferbovägen. Här står midsommarstången som reses på lördagen före ordinarie midsommarhelg. I slutet av augusti anordnades Sifferbo Trippeln, som är Sifferbos egen triathlon. Denna träningstriathlon arrangeras sedan år 2006 och består av simning 360 meter i sjön Gimmen, cykling 12,9 km samt löpning 4,4 km runt Änjansdalen. Sifferbo Trippeln har inte arrangerats sedan 2016

## Nutida bilder

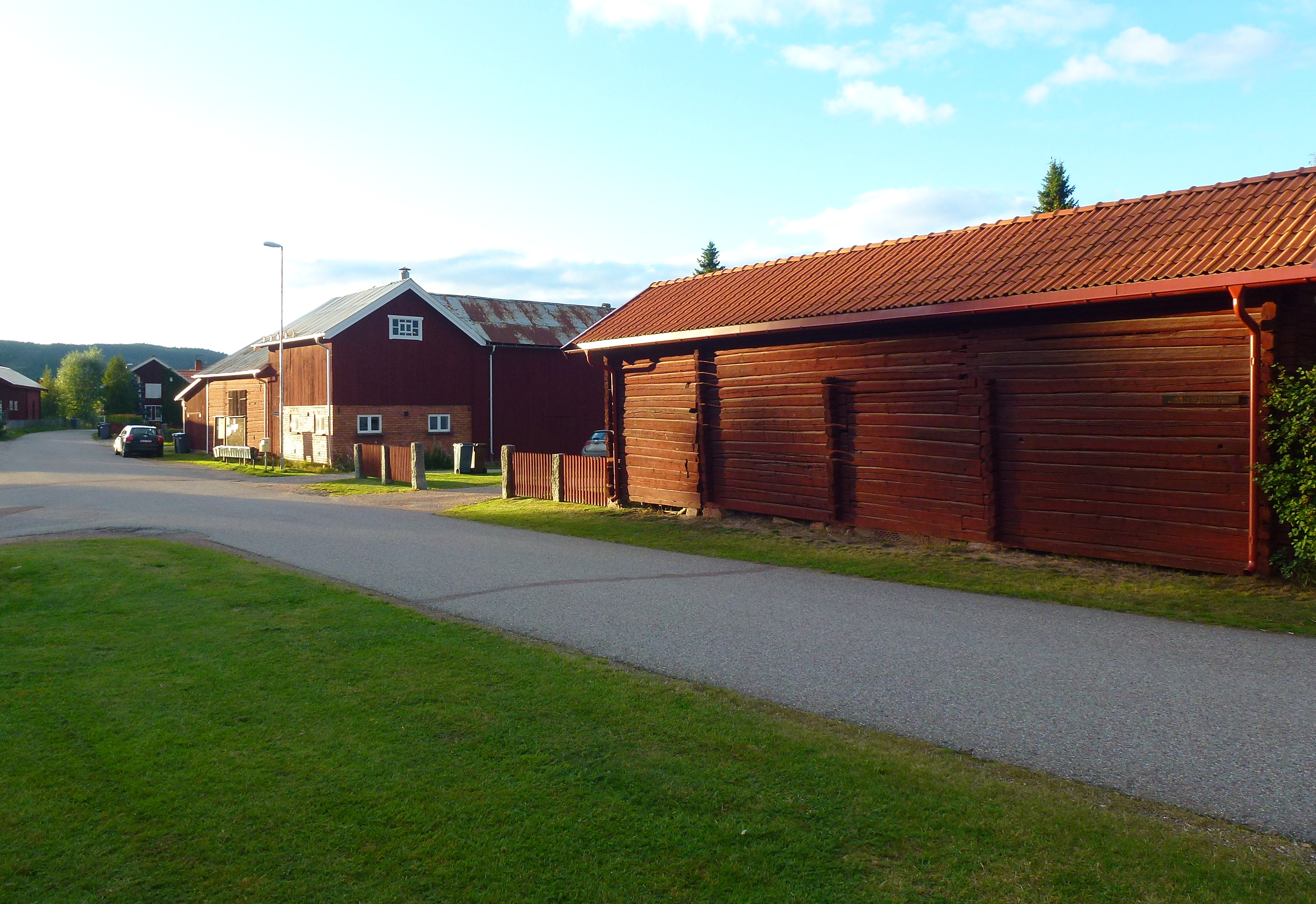
Bygattu västerut
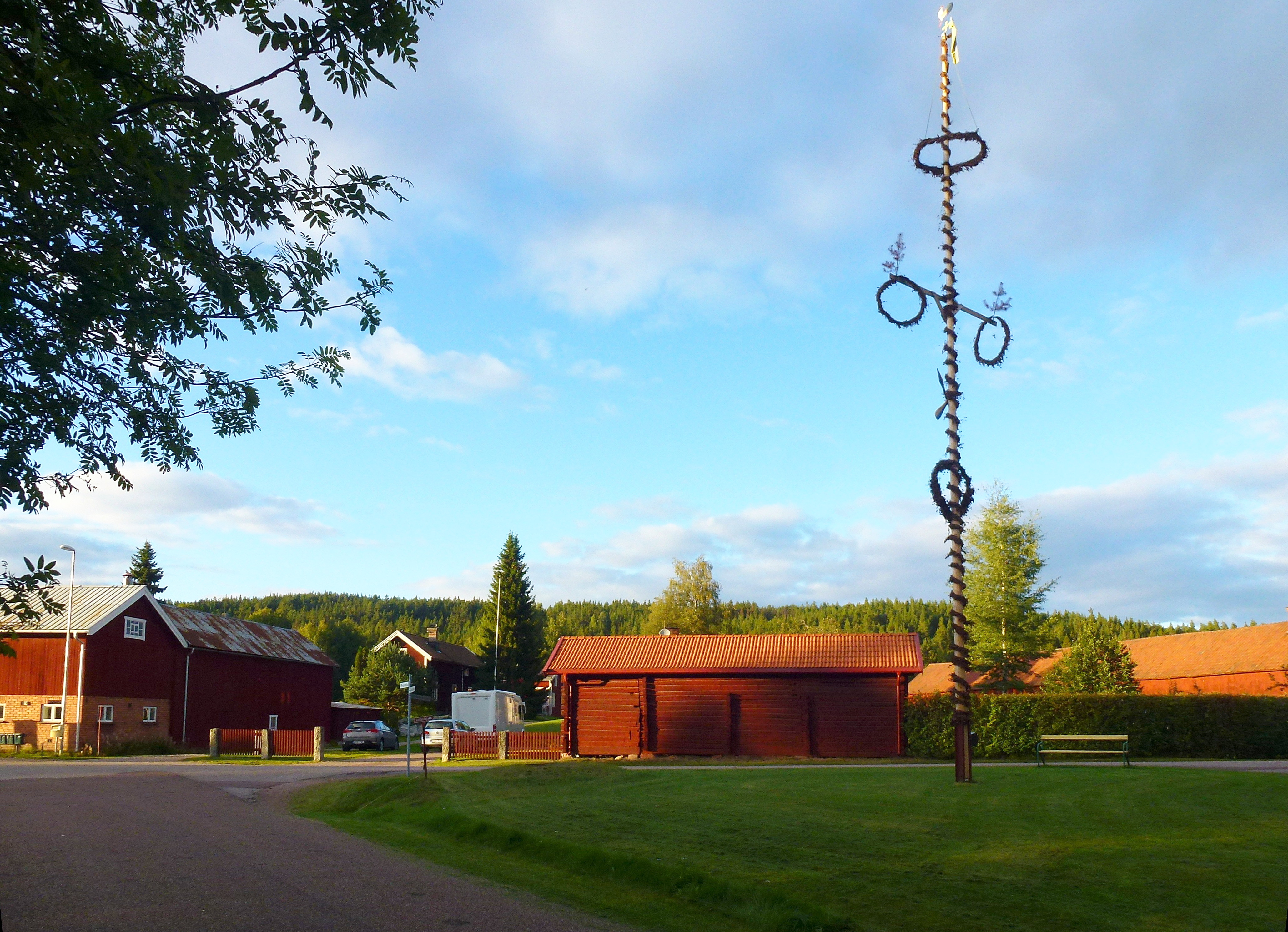
Midsommarstången vid Smejholn
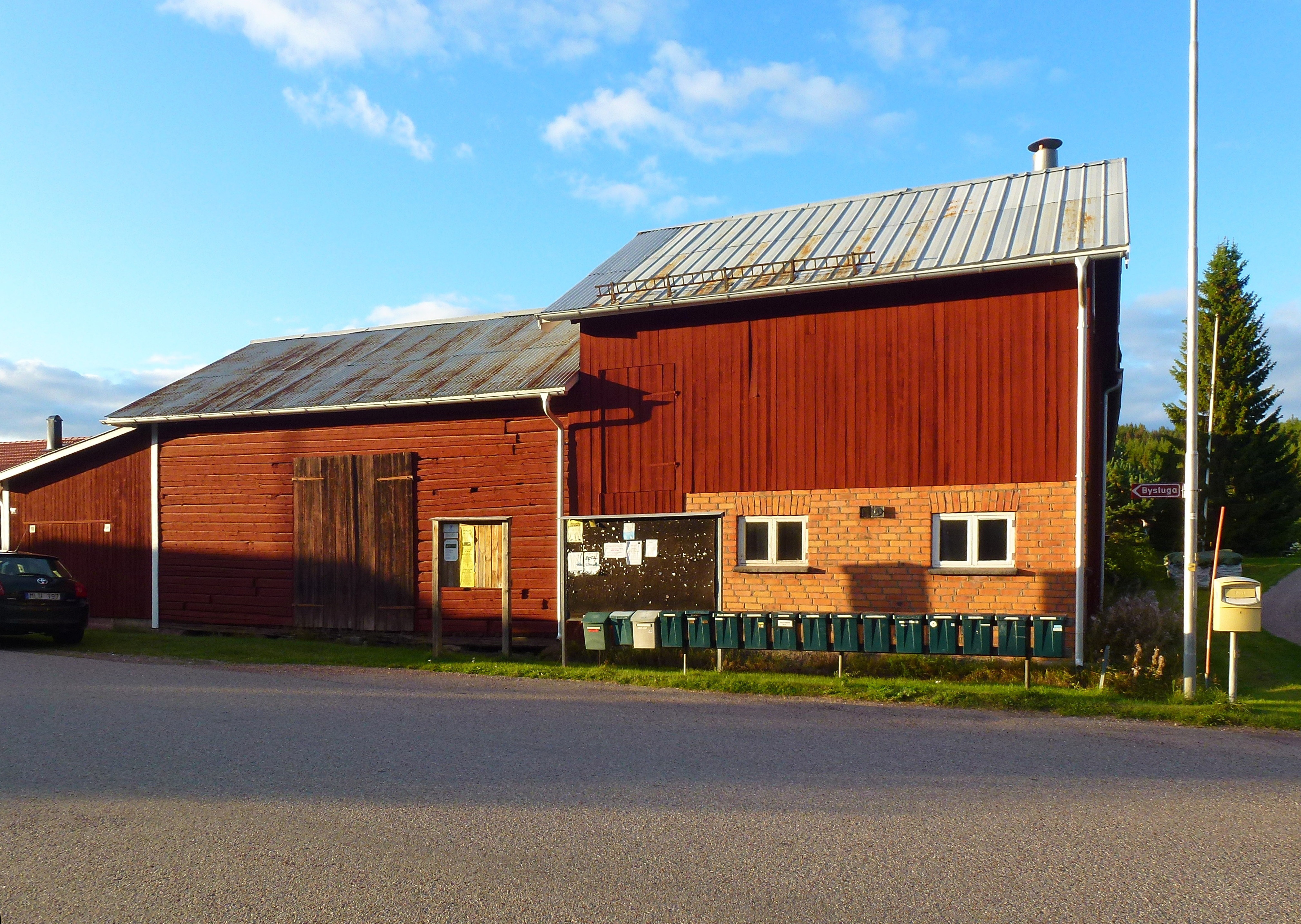
Sifferbo "centrum"